# Goltoft
Goltoft este o comună din landul Schleswig-Holstein, Germania.